# Электробритва

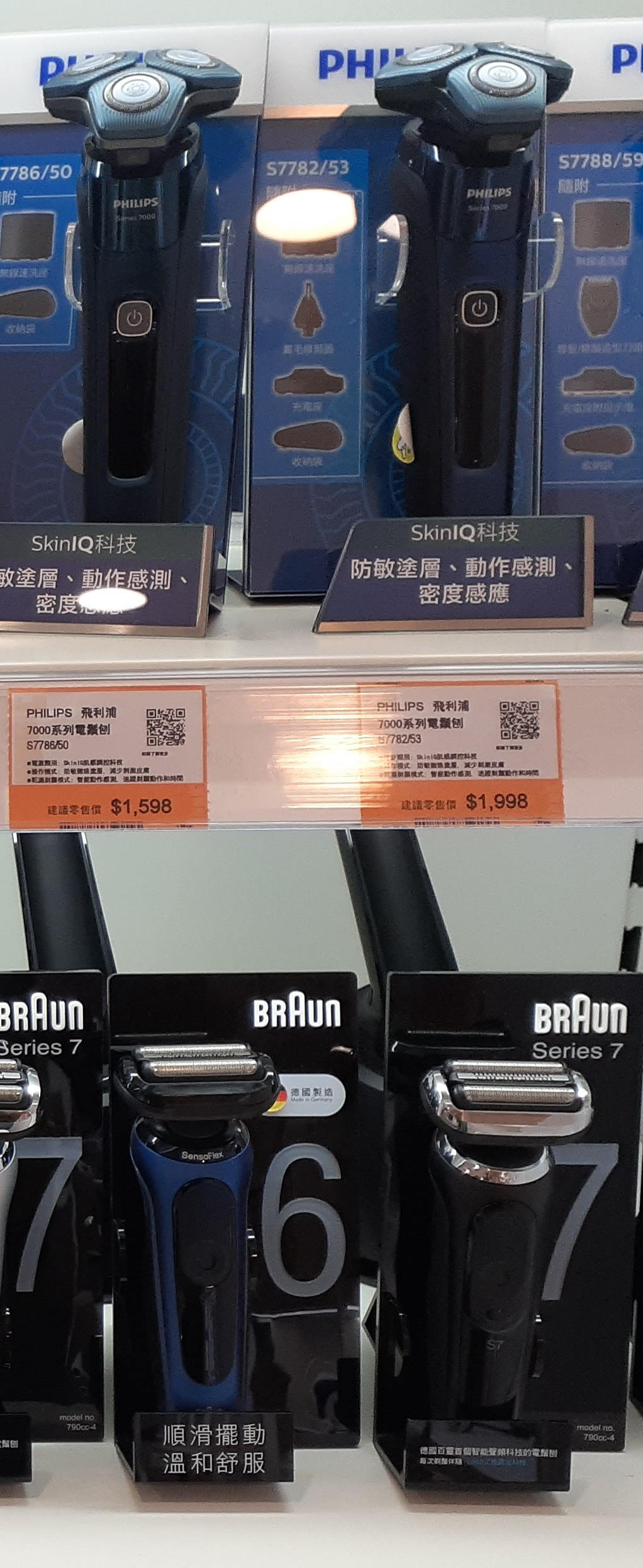
Современные электробритвы

Электробри́тва, электри́ческая бри́тва — электромеханическое устройство для бритья.
Состоит из бреющего механизма (ножевой блок) с дисковыми или сеточными ножами; электродвигателя с питанием от сети или от встроенных батарей или аккумуляторов; и пластмассового корпуса.
Для стрижки бороды, усов и волос на висках удобна электробритва с триммером (встроенным стригущим блоком). Электробритвы с выдвижными или откидными триммерами удобны тем, что совсем не занимают места, в отличие от отдельных приборов.

## История

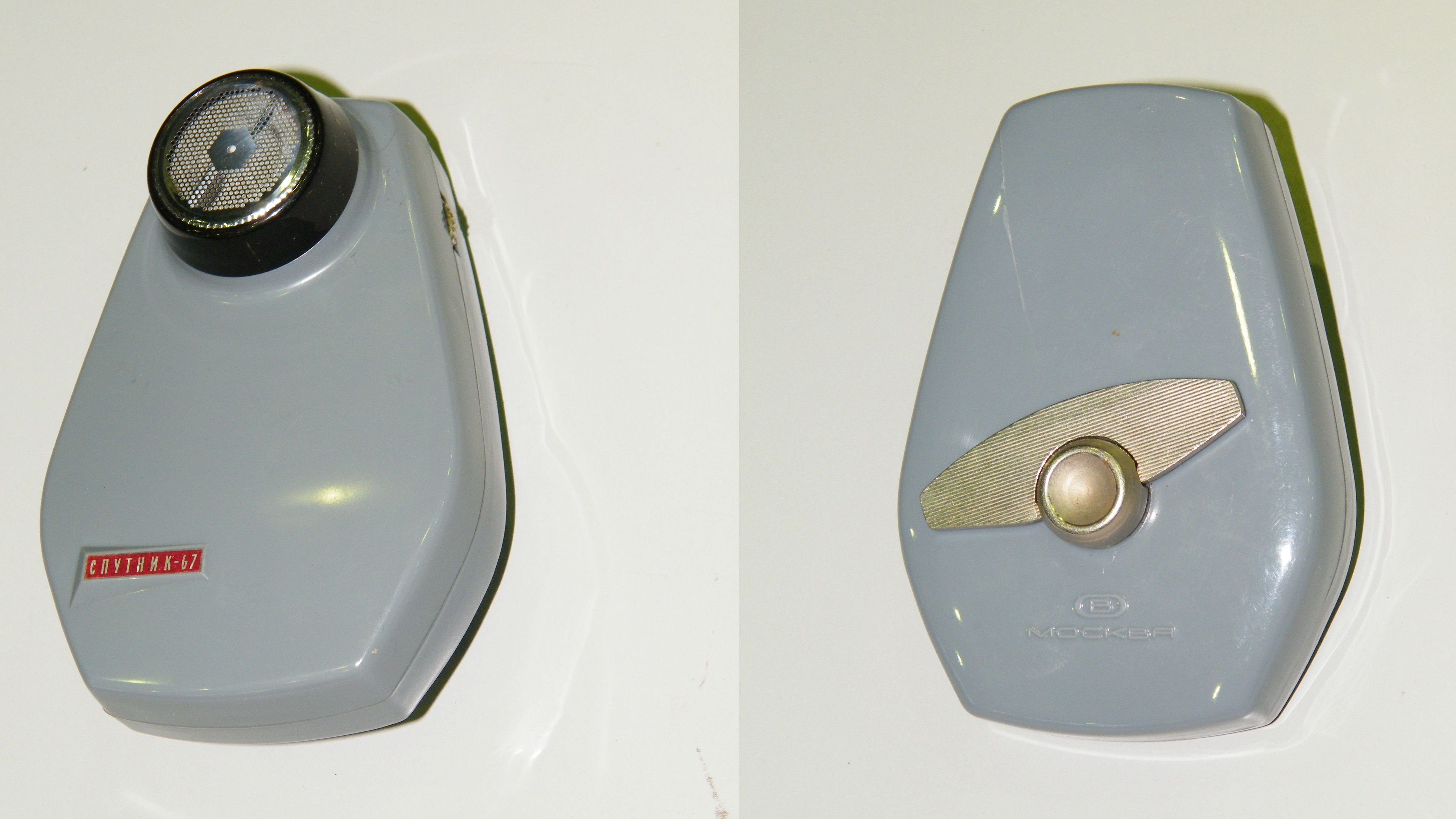
Бритва с пружинным двигателем Спутник-67

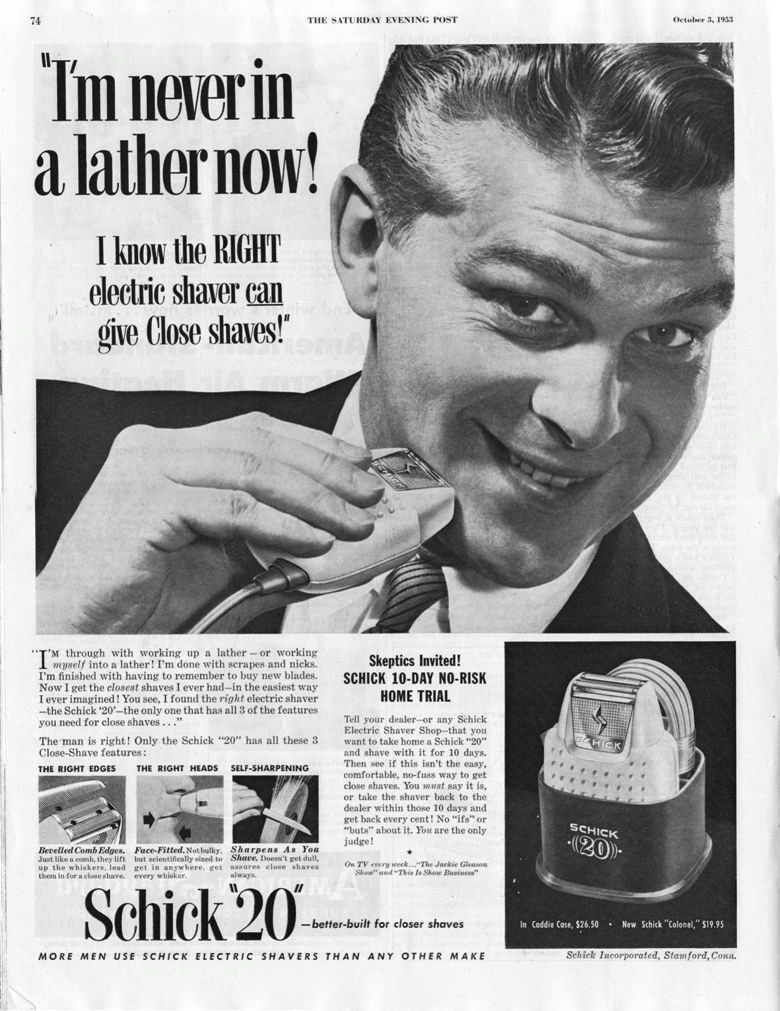
Реклама сеточной электробритвы «Шик» 1953 год

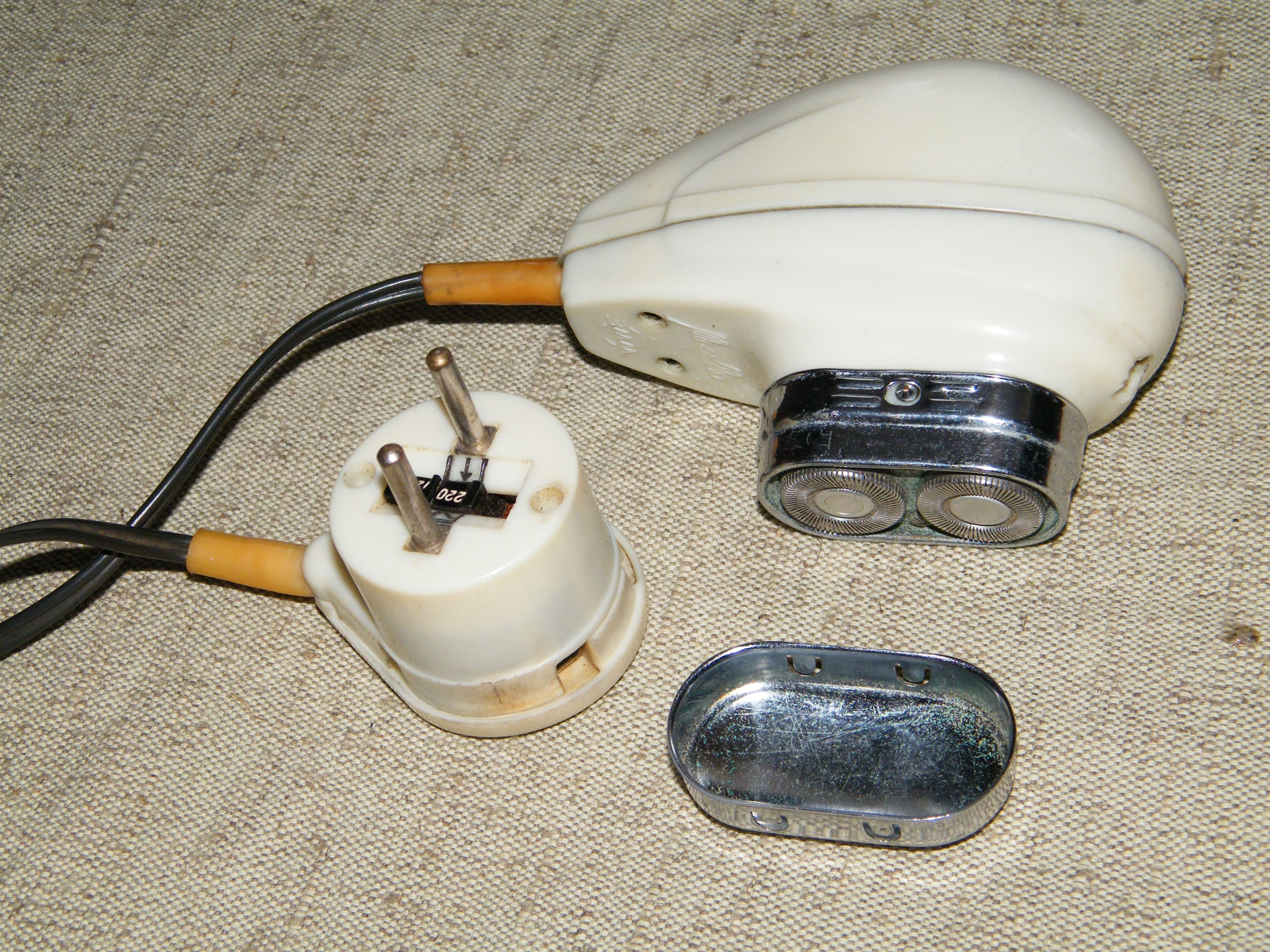
Советская роторная электробритва «Москва» с двумя бреющими головками, 1960-е годы.
Так выглядели первые советские электробритвы. Электродвигатель был рассчитан на напряжение 127 вольт, а при работе от 220 вольт последовательно подключался резистор, расположенный в «толстой» вилке. Вилка сильно нагревалась

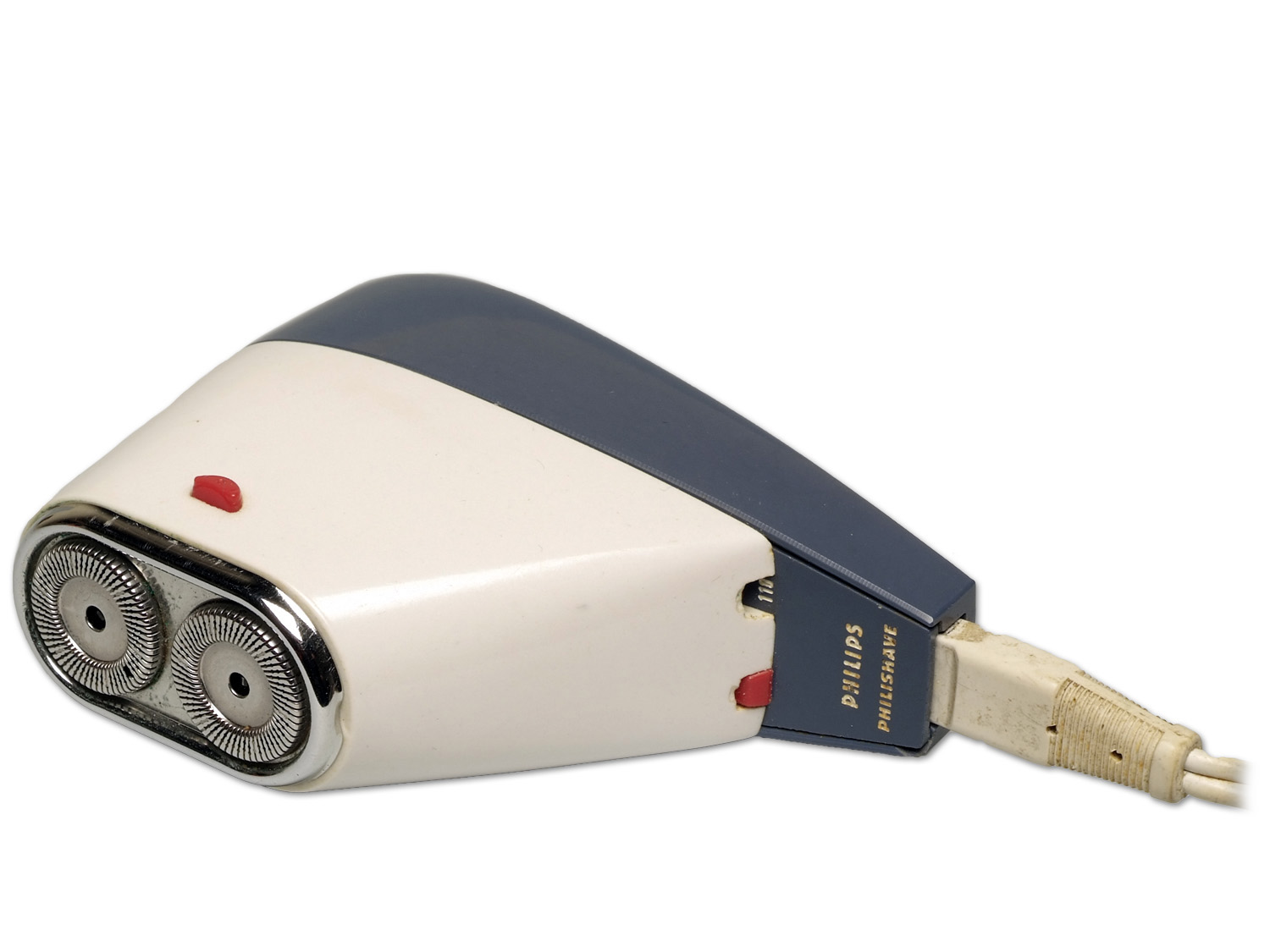
Роторная электробритва Филипс 1960-х годов

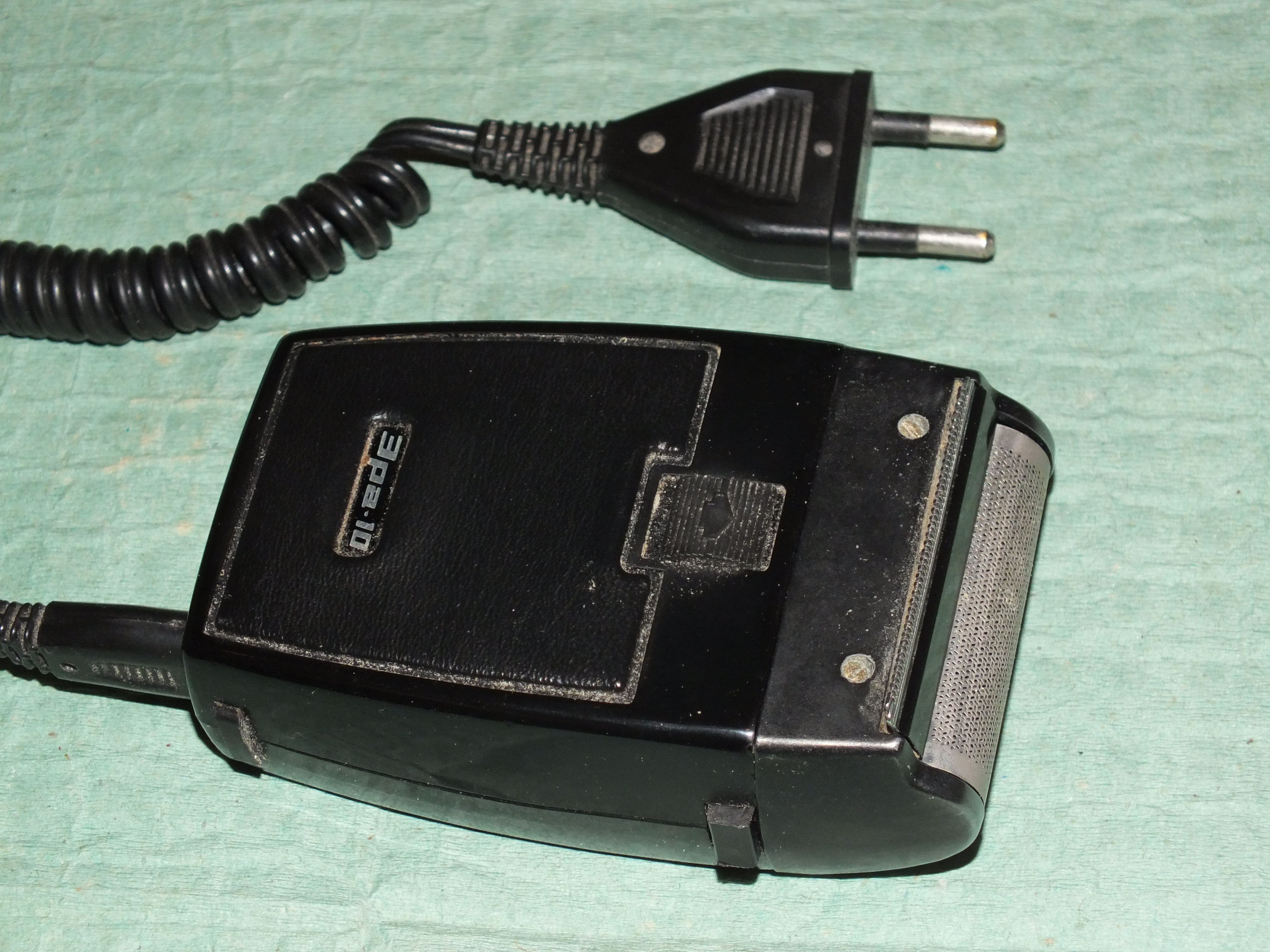
Советская сеточная электробритва Эра-10, 1980-е

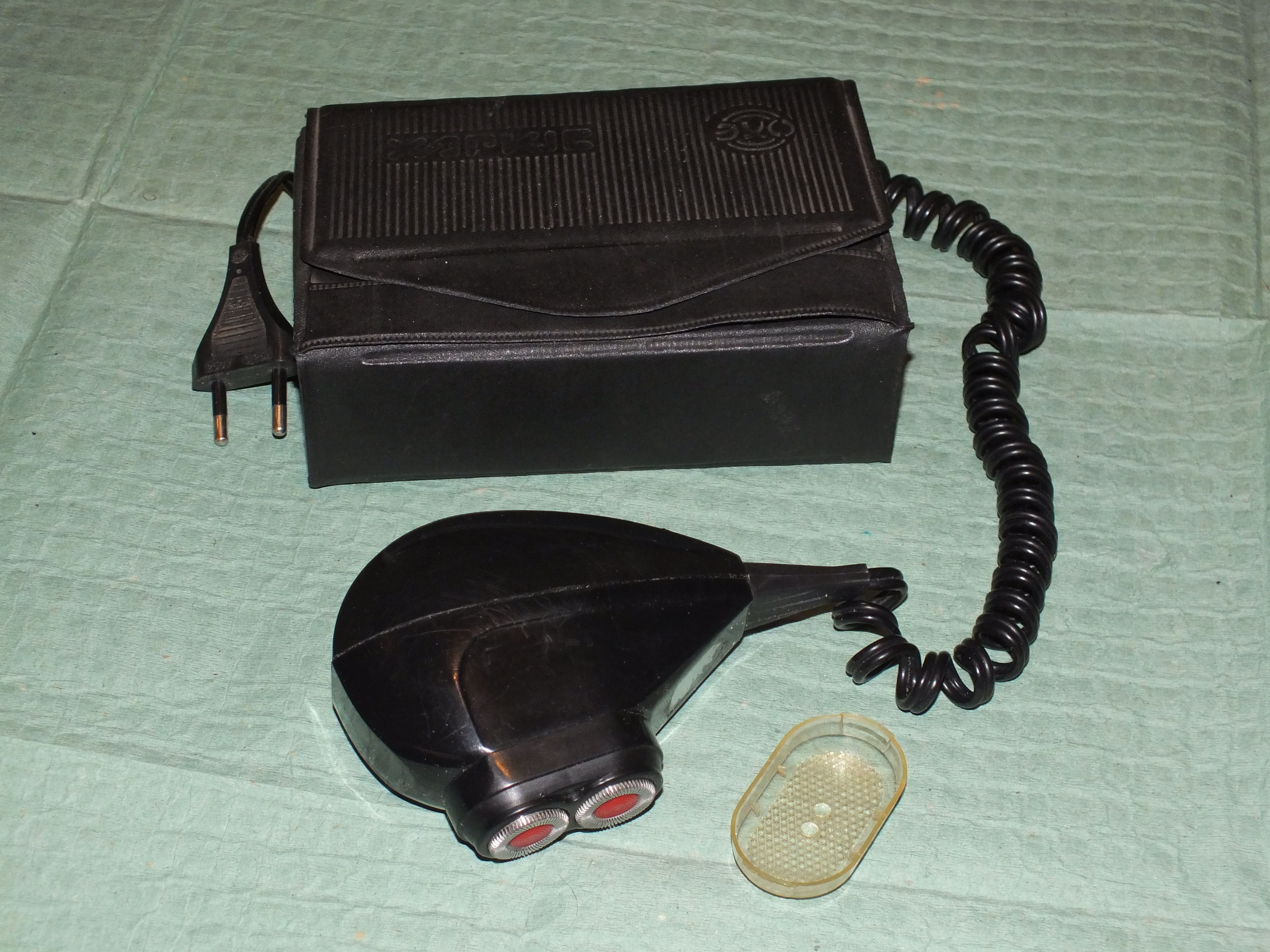
Советская элетробритва «Харьков», 1980-е

Первым человеком, получившим патент на бритву, работающую от электричества, был John F. O’Rouke (патент США 616554, поданный в 1898 году.
В 1926 году Джейкоб Шик изобрел электробритву с вибрирующими лезвиями и в 1931 году в США началось их производство. Для пользования первыми электробритвами требовались обе руки: в одной нужно было держать двигатель, который с помощью гибкого вала приводил в действие триммер.
В 1939 году Александр Хоровиц изобрел электробритву современного типа Philishave с двумя головками.

## Конструктивные особенности

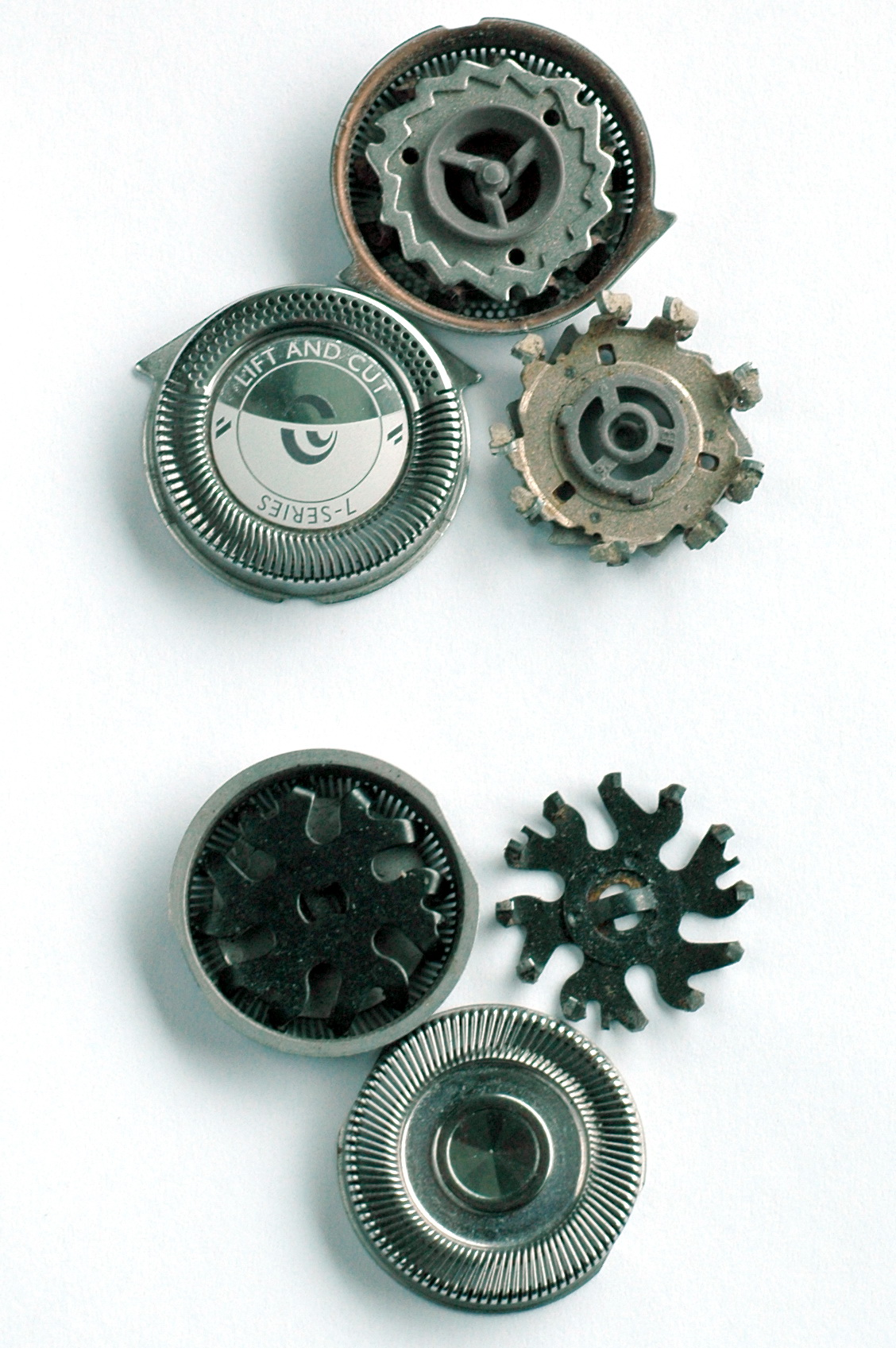
Дисковые неподвижные ножи и вращающиеся подвижные

### Конструкция ножей

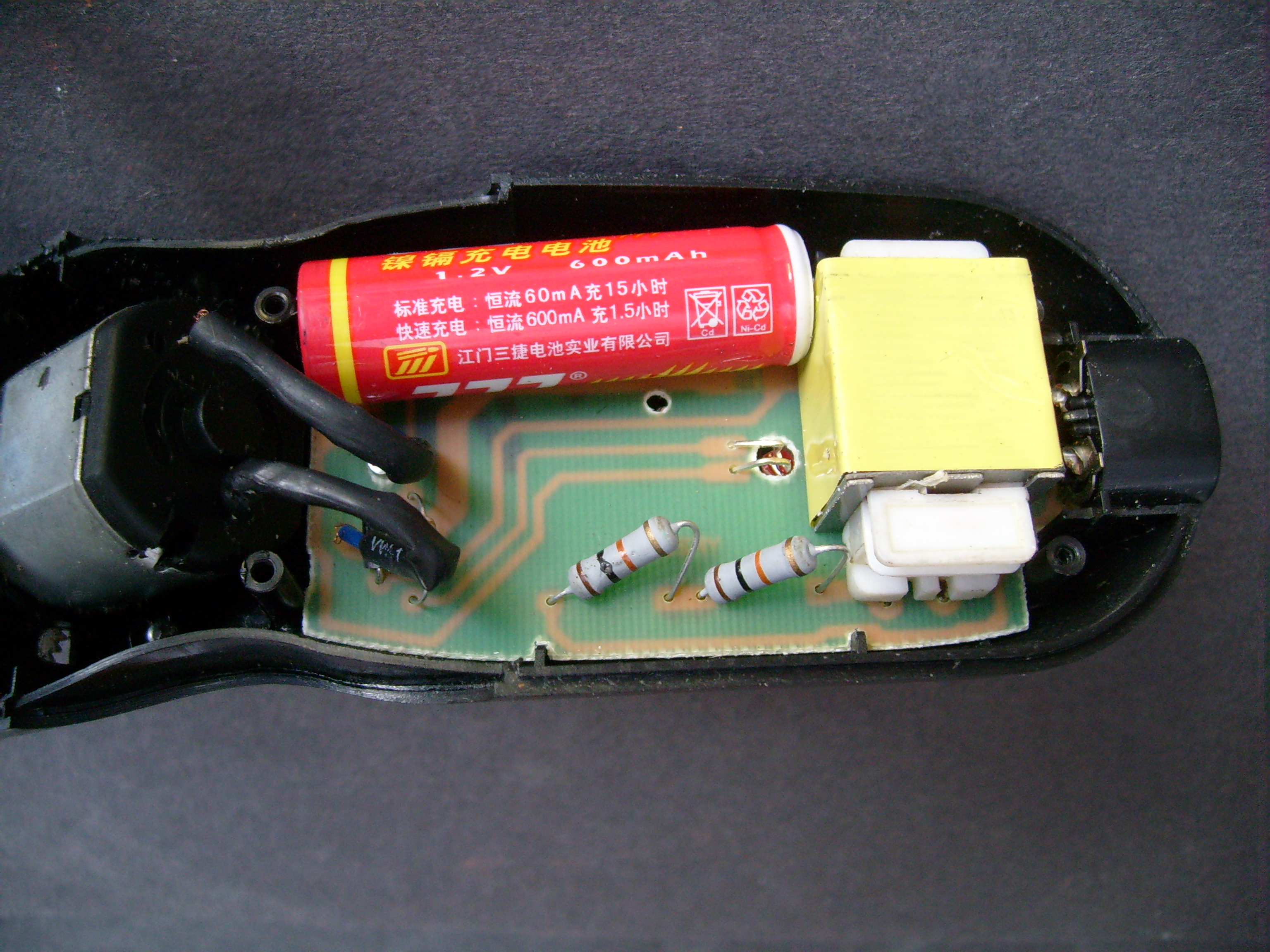
Никель-кадмиевый аккумулятор, установленный в электробритве

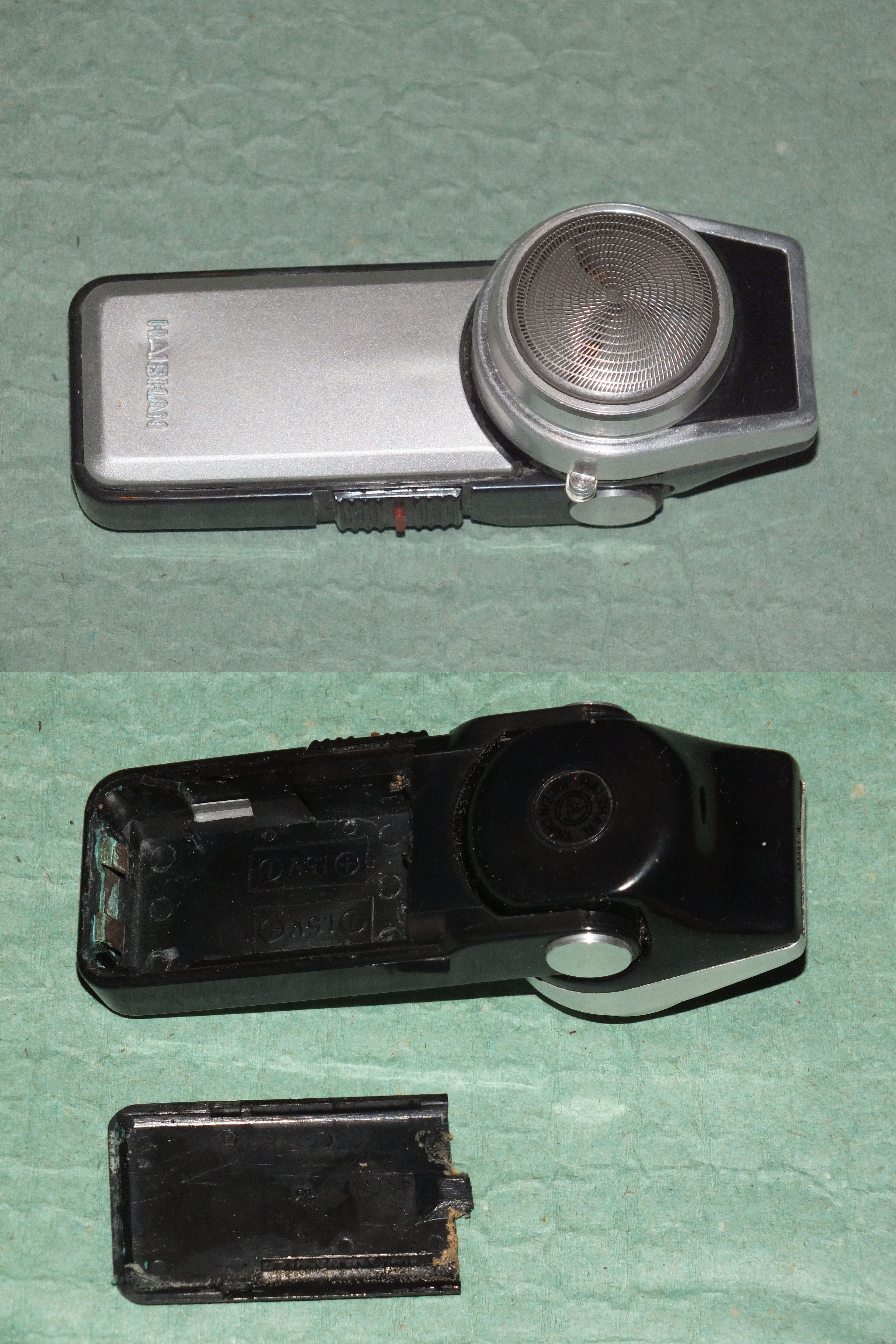
Электробритва для путешественников с питанием от двух элементов АА

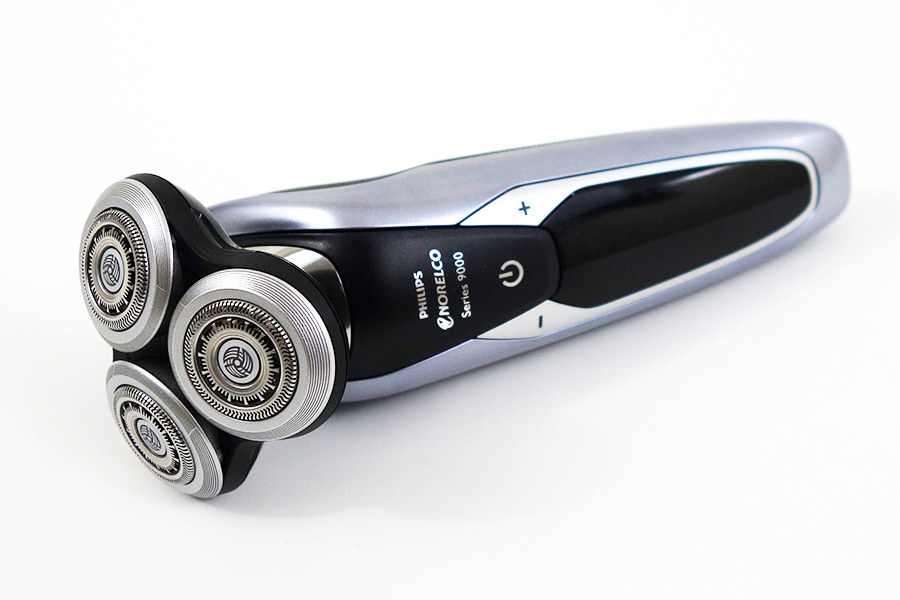
Аккумуляторная роторная бритва Филипс

Рабочим органом электробритв являются два ножа — неподвижный, прилегающий к коже, и подвижный, срезающий прошедшие в отверстия неподвижного ножа волосы.
Дисковые неподвижные ножи имеют форму тарелки, в торцевой (плоской) части имеются прорези для прохождения волос. Подвижные вращающиеся ножи имеют самозатачивающиеся лопатки, срезающие волосы. Крутящий момент на вращающиеся ножи передаётся от коллекторного электродвигателя, обычно через понижающий редуктор. Наиболее распространены электробритвы с двумя и тремя комплектами дисковых ножей. «Плавающие» подпружиненные неподвижные ножи лучше прилегают к коже.
Сеточный неподвижный нож — тонкий стальной лист с большим количеством отверстий. При установке в корпус бреющего механизма сетка, изгибаясь, принимает форму половинки цилиндра. Подвижный нож представляет собой набор стальных полукруглых пластин, движущихся возвратно-поступательно (вибрирующих), при этом срезаются волоски, прошедшие через отверстия в сетке (неподвижном ноже). Наиболее распространены электробритвы с одной сеткой, также встречаются двух- и трёхсеточные. Обычно двигателем в сеточной бритве является соленоид — через катушку индуктивности проходит переменный ток, магнитопровод (сердечник) вибрирует, его движения передаются подвижному ножу.
Производители сеточных электробритв утверждают, что бритвы с сеточными ножами лучше бреют, так как сетка тоньше, чем дисковый нож, менее травмируют кожу, более подходят для людей с чувствительной кожей.
Производители дисковых бритв утверждают, что бритвы с дисковыми ножами справляются даже с неравномерно отросшей щетиной и обеспечивают более чистое бритьё.
Качество бритья и выбор людьми того или иного типа бритв — явление субъективное, как и выбор, чем бриться: клинковой бритвой или бритвенным станком той или иной конструкции.
Сеточные неподвижные ножи недолговечны, быстро протираются и требуют частой замены.
На электробритвах серии «Харьков-100» применялся сеточный неподвижный и вращающийся роторный нож с набором синусоидальных лезвий, внешне похожий на шнек мясорубки. При вращении кромки роторного ножа совершают возвратно-поступательные движения относительно отверстий в сетке неподвижного ножа.

### Электропитание

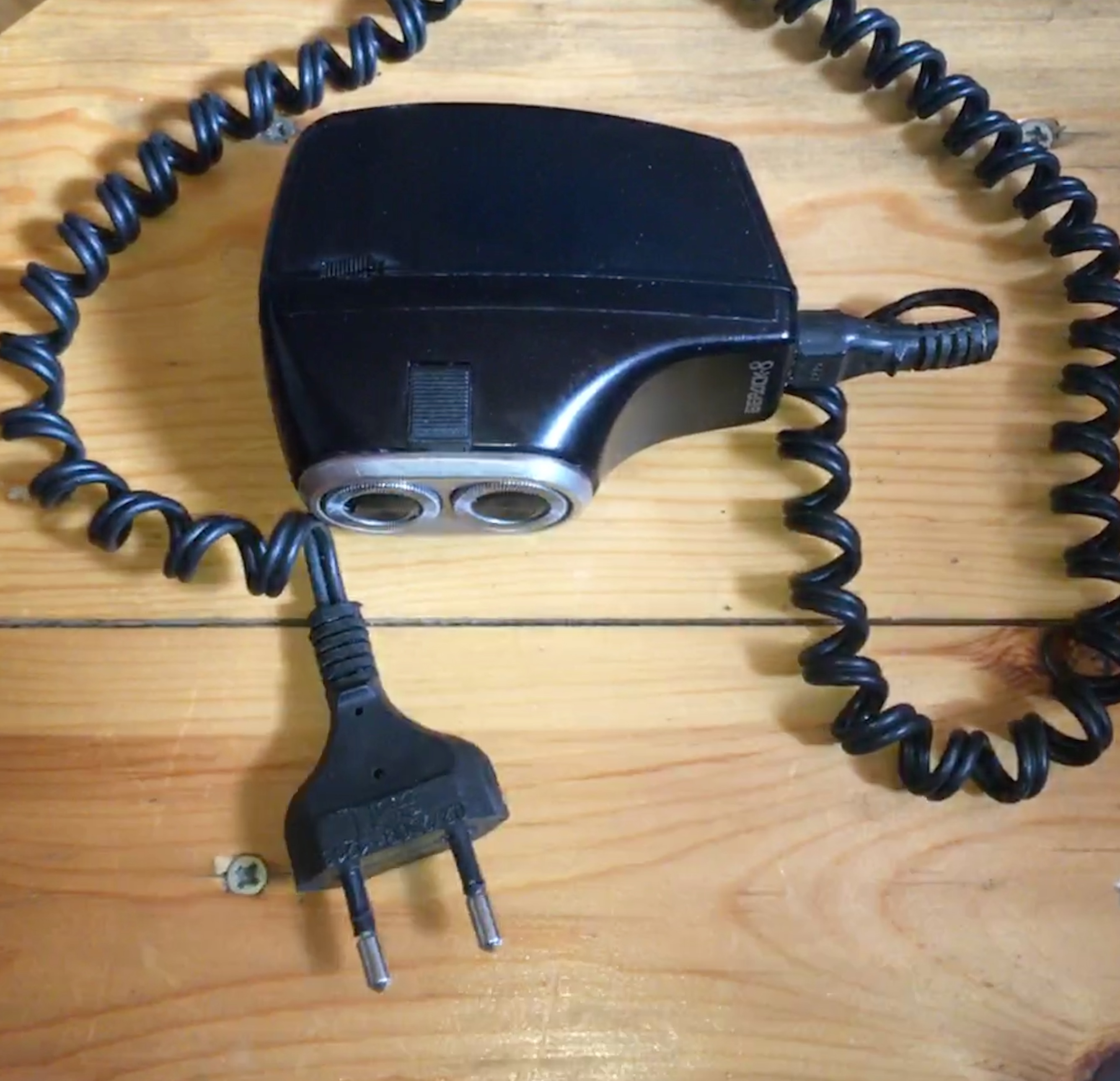
Советская элетробритва «Бердск», сбоку — кнопка откидного триммера, расположенного с торца

- Электробритвы работают от электросети переменного тока напряжением 220 или 110 вольт.
- Выпускаются электробритвы для водителей, работающие от автомобильного аккумулятора (12 вольт), включаются в прикуриватель.
- Также выпускаются электробритвы с питанием 5В, на борту имеют Li-Ion аккумулятор. Возможен соответственно заряд в том числе и от солнечных батарей.
- В современные электробритвы часто устанавливается малогабаритный Ni-Cd, Ni-MH или Li-Ion аккумулятор. Бритвы с встроенным аккумулятором подразделяются на два типа: модели с питанием (при работе) только от аккумулятора и модели с питанием от аккумулятора и сети, когда можно одновременно заряжать аккумулятор и бриться.
- Электробритвы с питанием от гальванических элементов (батареек) — для путешественников (заменил севшие батарейки и продолжай бриться).

## Дополнительные функции
Современные электробритвы часто оснащаются дополнительным функциями. Например, прибор может быть оснащён индикатором степени заряда аккумулятора, в дорогих моделях — в виде дисплея, показывающего количество оставшихся минут работы без подзарядки.
Другая функция некоторых современных бритв — док-станция самоочистки (например, у Philips RQ1290, Panasonic LA-93). Док-станция позволяет выполнять автоматическую очистку бритвы, а в большинстве случаев — и зарядку её аккумулятора. Однако для очистки бритвы в док-станции необходима специальная фирменная очищающая жидкость.
Существуют электробритвы, которые поддерживает влажное бритьё (например, большинство современных бритв Panasonic). Такие бритвы дают возможность бриться под душем, применять при бритье пену или гель. В целях безопасности питание таких бритв может осуществляться только от аккумулятора, а при подключённом шнуре электропитания включение бритвы невозможно.

## Галерея

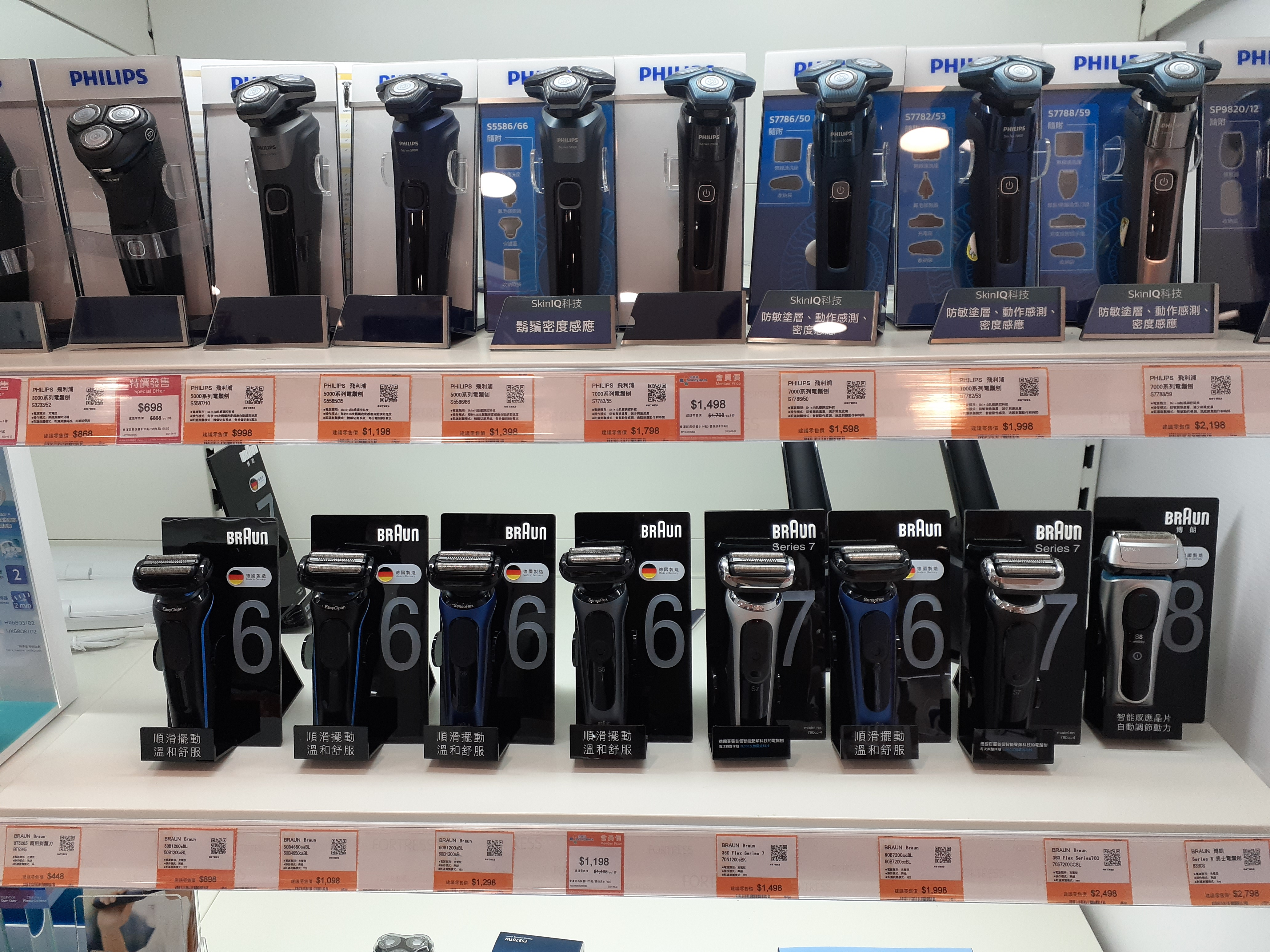
Бритвы в магазине
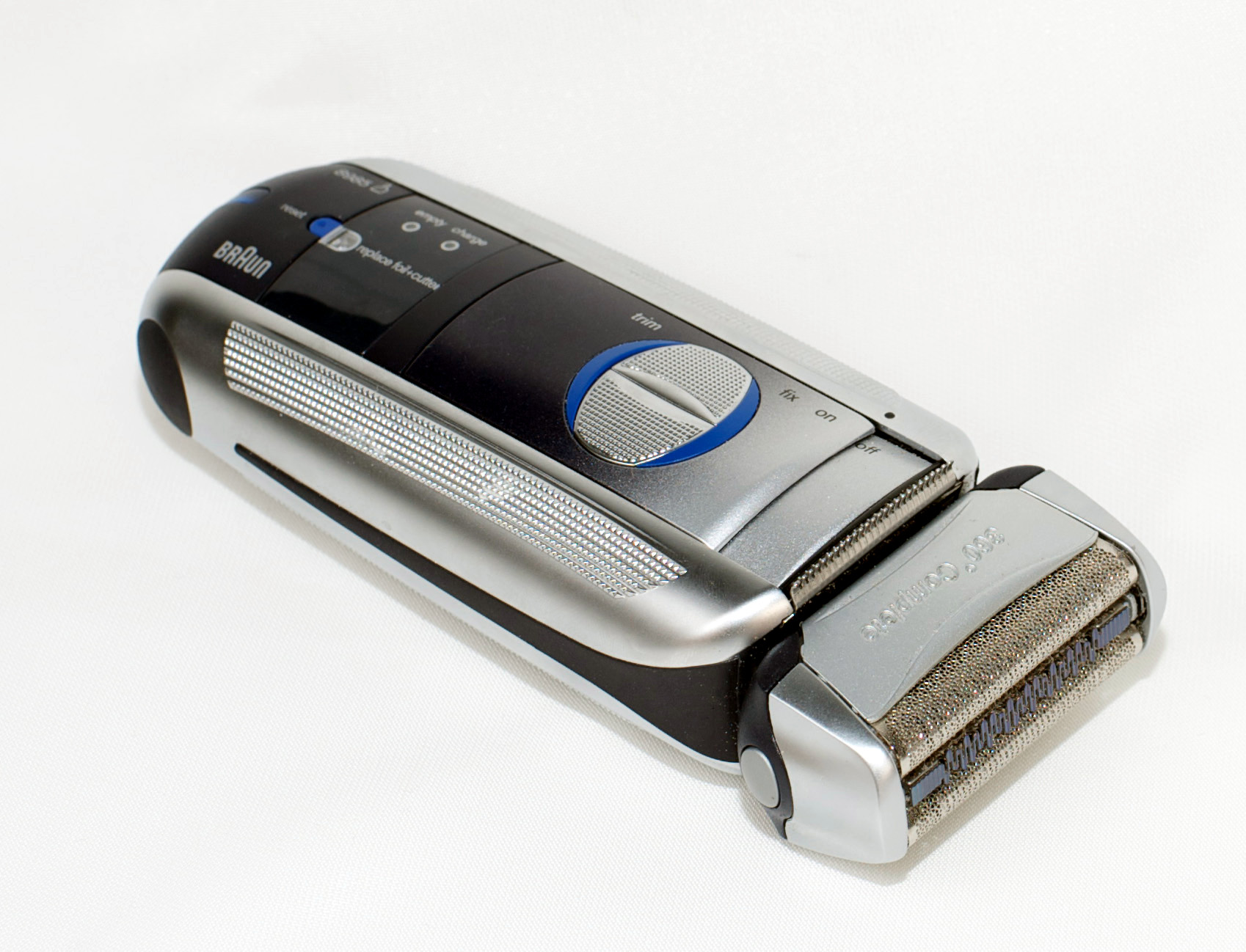
Сеточная электробритва
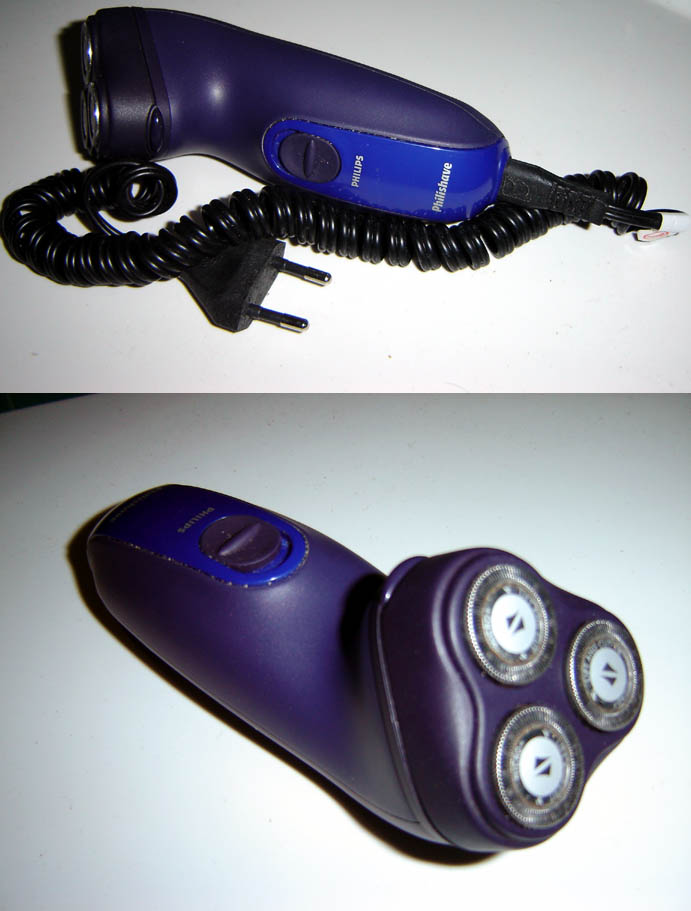
Роторная электробритва с тремя бреющими головками
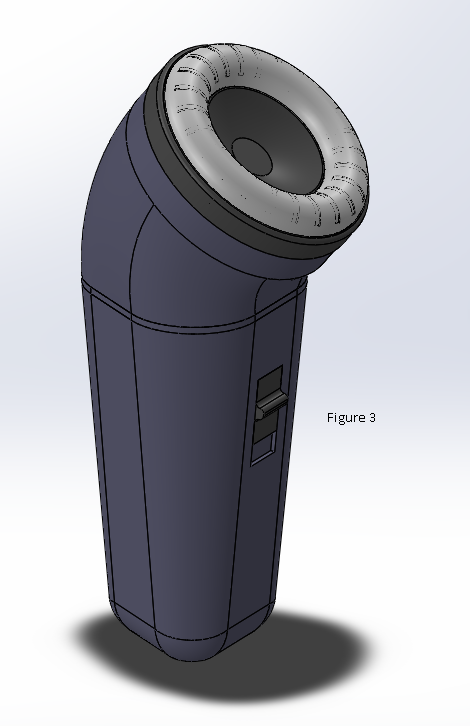
Сеточная электробритва тороидальная